# Споменик Миладину Пећинару (Златибор)
Споменик Миладину Пећинару је бронзана биста подигнута 2003. године, на тридесетогодишњицу од његове смрти, на Краљевом тргу.

## Историја
Миладин Пећинар је рођен 1893. године у златиборском селу Љубишу, био је инжењер грађевинарства, универзитетски професор и академик Српске академије наука и уметности. Већ на самом почетку своје каријере заинтересовао се за хидротехнику и основао је Биро за пројектовање грађевина на води. Његов научни и стручни рад обухвата скоро све гране хидротехнике и у свакој до тих области је постигао вредна и значајна остварења. Добитник је бројних одликовања, а мештани Златибора су му подигли спомен-бисту поред чесме краља Александра Обреновића.